# Hlibacioc (Camena), Storojineț
Hlibacioc (în ucraineană Глибочок, transliterat: Hlîbociok) este un sat în comuna Camena din raionul Storojineț, regiunea Cernăuți, Ucraina.

## Demografie
Componența lingvistică a localității Hlibacioc
     Ucraineană (97,73%)
     Rusă (1,62%)
     Alte limbi (0,65%)
Conform recensământului din 2001, majoritatea populației localității Hlibacioc era vorbitoare de ucraineană (97,73%), existând în minoritate și vorbitori de rusă (1,62%).